# Соколовська Оксана Дмитрівна
Оксана Дмитрівна Соколовська (14 жовтня 1917, Одеса — не раніше 1998 року) — українська художниця; член Спілки радянських художників України.

## Біографія
Народилася 14 жовтня 1917 року в місті Одесі (нині Україна). Протягом 1940—1941 років навчалася в Одеському художньому училищі у Юлія Бершадського,
Дмитра Крайнєва. Брала участь у німецько-радянській війні. Була членом КПРС.
Мешкала у Києві в будинку на вулиці Героїв Севастополя, № 11, квартира № 40.

## Творчість
Працювала у галузі станкового живопису, створовала портрети. Серед робіт:
- «Народний артист СРСР Борис Романицький» (1950);
- «Стахановець І. І. Знаєв» (1951);
- «Заслужений вчитель УРСР Євген Козинець» (1952);
- «Біля печі» (1961);
- «Володиир Ленін» (1963);
- «Знайшли мушлі» (1965);
- «Соняшник» (1998).

Брала участь у республіканських виставках з 1951 року.